# Castelo de Ōzu
Castelo de Ōzu (大洲城 Ōzu-jō) é uma fortificação japonesa localizada em cidade japonesa localizada na província de Ehime, Japão.

## Daimiô do Período Edo
- até 1608, Clã Tōdō
- em 1609, Clã Wakizaka
- a partir de 1610 até 1868, Clã Kato

## História

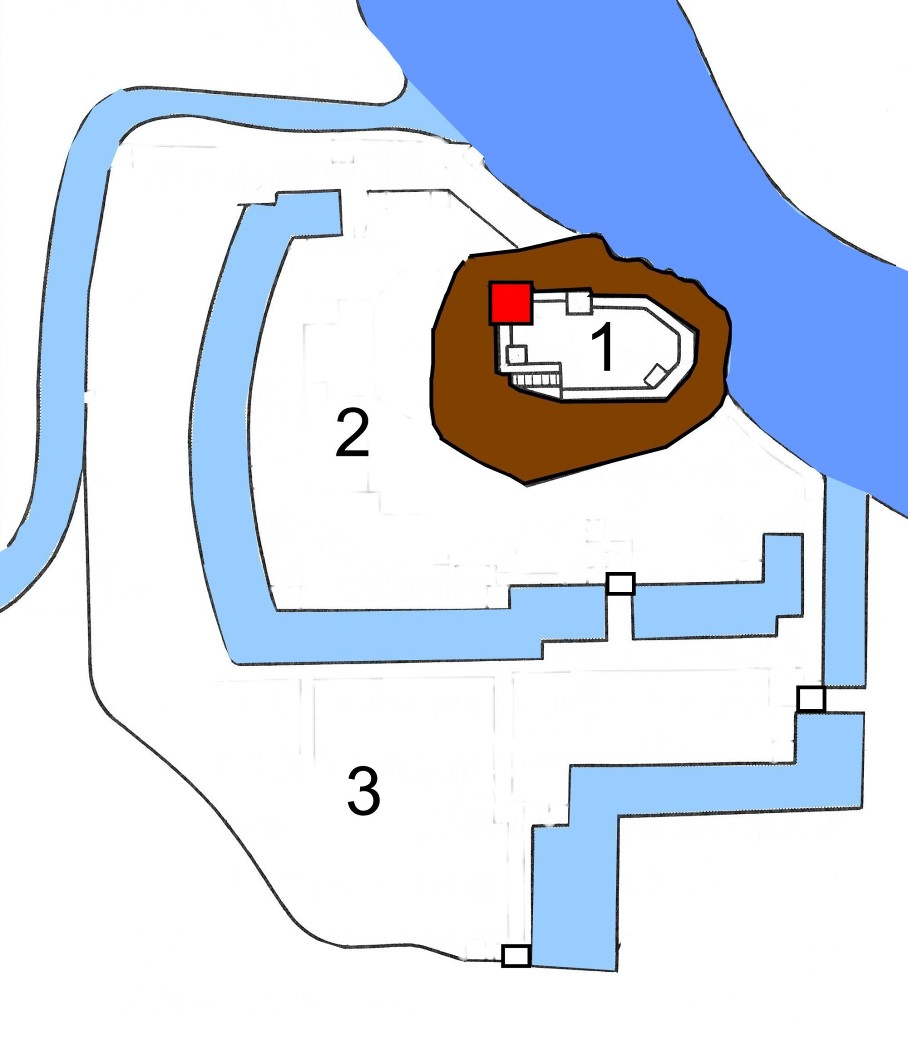
1: Hommaru e Torre do Castelo (vermelho)
2: Ni-no-maru 3: San-no-maru

O castelo está localizado em uma colina com cerca de 20 metros de altura conhecida como Jizō-ga-dake (地蔵ヶ嶽) localizada na margem esquerda do rio para Hijikawa (肱川).
A fortificação foi construída em 1331 durante o Xogunato Kamakura por Utsunomiya Toyofusa que pertencia ao Clã Utsunomiya. Foi habitada por Toyotomi Hideyoshi (小早川隆景 ; 1533-1597), em seguida por Kobayakawa Hidekane (小早川秀包 ; 1567-1601) em 1608 foi ocupado por Tōdō Takatora, e no ano seguinte por Wakizaka Yasuharu (脇坂安治 ; 1556-1624) que expandiu a fortificação. Em 1617 o castelo passou para Kato Sadayasu (加藤貞泰 ; 1580-1623) que continuou o daimiô do local até a Restauração Meiji em 1868.
Em 1888, a fortaleza foi destruída por um incêndio, as duas torres de vigia que eram ligadas por corredores a fortaleza foram preservadas. O castelo sobreviveu à Segunda Guerra Mundial, apesar da cidade ao redor castelo ter sido bombardeada. A reconstrução do local foi executada em 2004. Na mesma época um museu sobre a história do castelo foi aberto no interior da fortaleza.

## Edificações
O castelo está localizado na margem do rio Hijikawa, que por ser um rio largo protege a fortificação pelo lado oeste.
A água do Hijikawa foi desviada para uma vala interna (堀 堀 , uchibori), que protege o Hommaru e o Ni-no-maru. O rio também foi desviado para um fosso externo (堀 堀 , sotobori), que protege o lado leste de San-no-maru. O lado oeste do San-no-maru estava protegido pelo rio Kumegawa (久 米川) que teve o seu curso alterado.
A torre de castelo está localizada no canto noroeste da edificação de quatro andares Hommaru (天守 , tenshu) que foi destruída em 1888, que era próxima a torre de vigia Kitchen ( 台所櫓 , Daidokoro-yagura). O castelo possuia um total de 13 torres de vigias e cinco portões, incluindo o portão principal (大手門 , Ōte-mon) que fica a  leste. Em San-no-maru foram construídas as residências dos vassalos mais proeminentes.

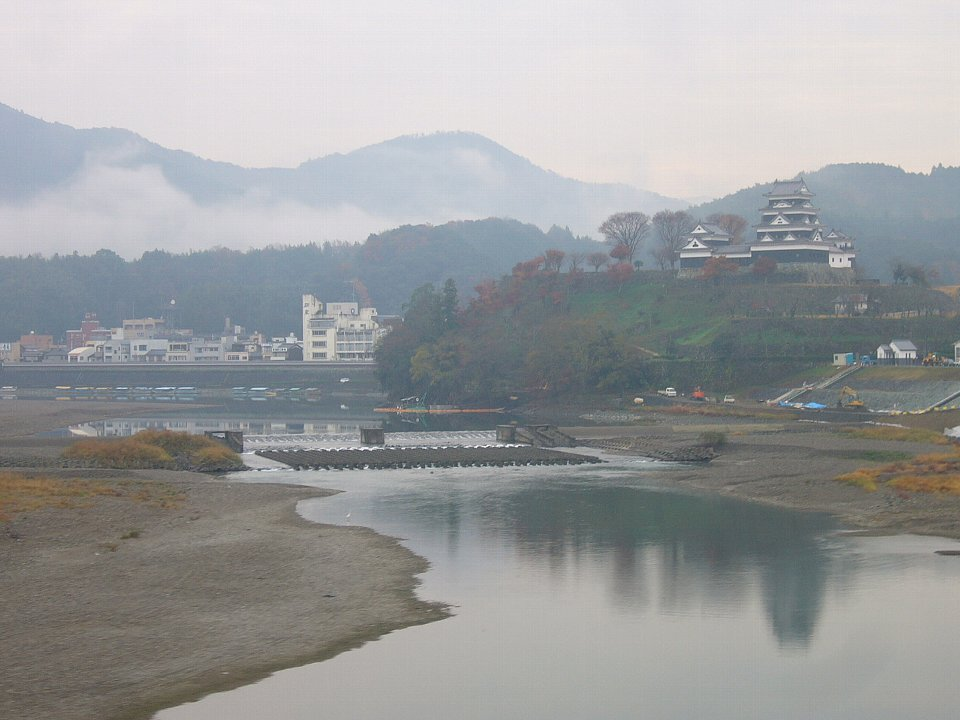
Vista do castelo
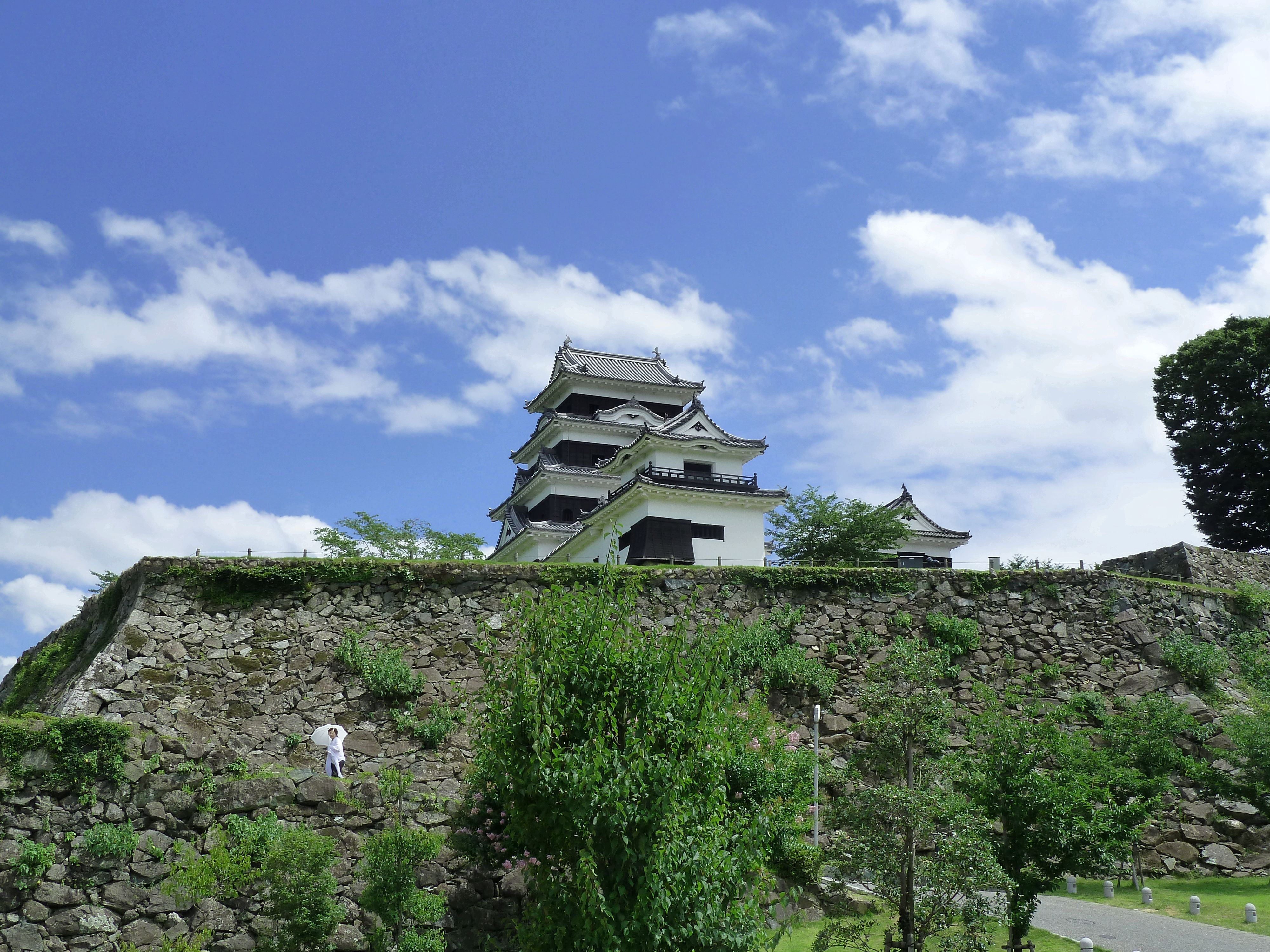
Torre do castelo
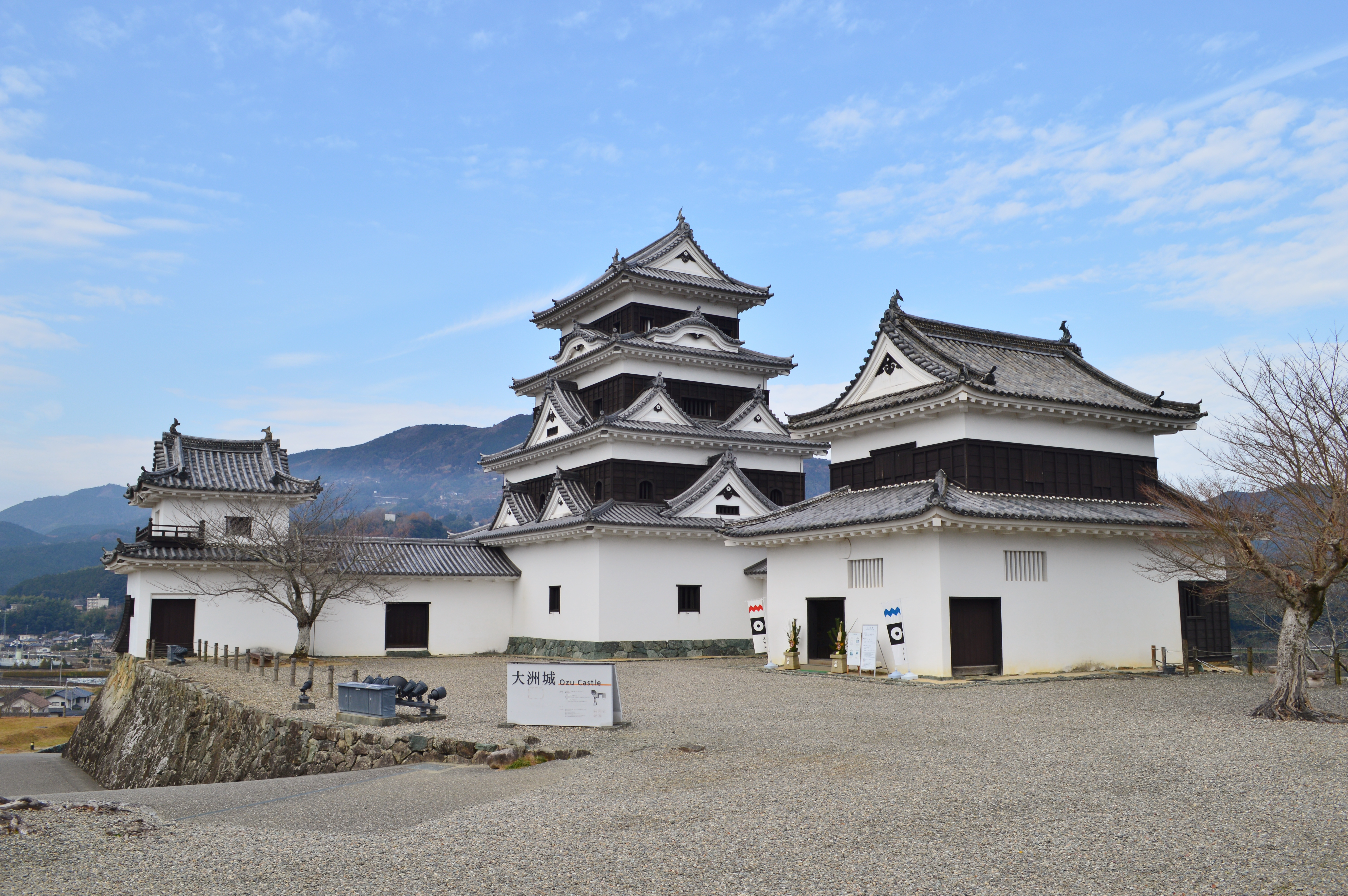
Esquerda: Kōran, meio:torre do castelo, direita:Daidokoro
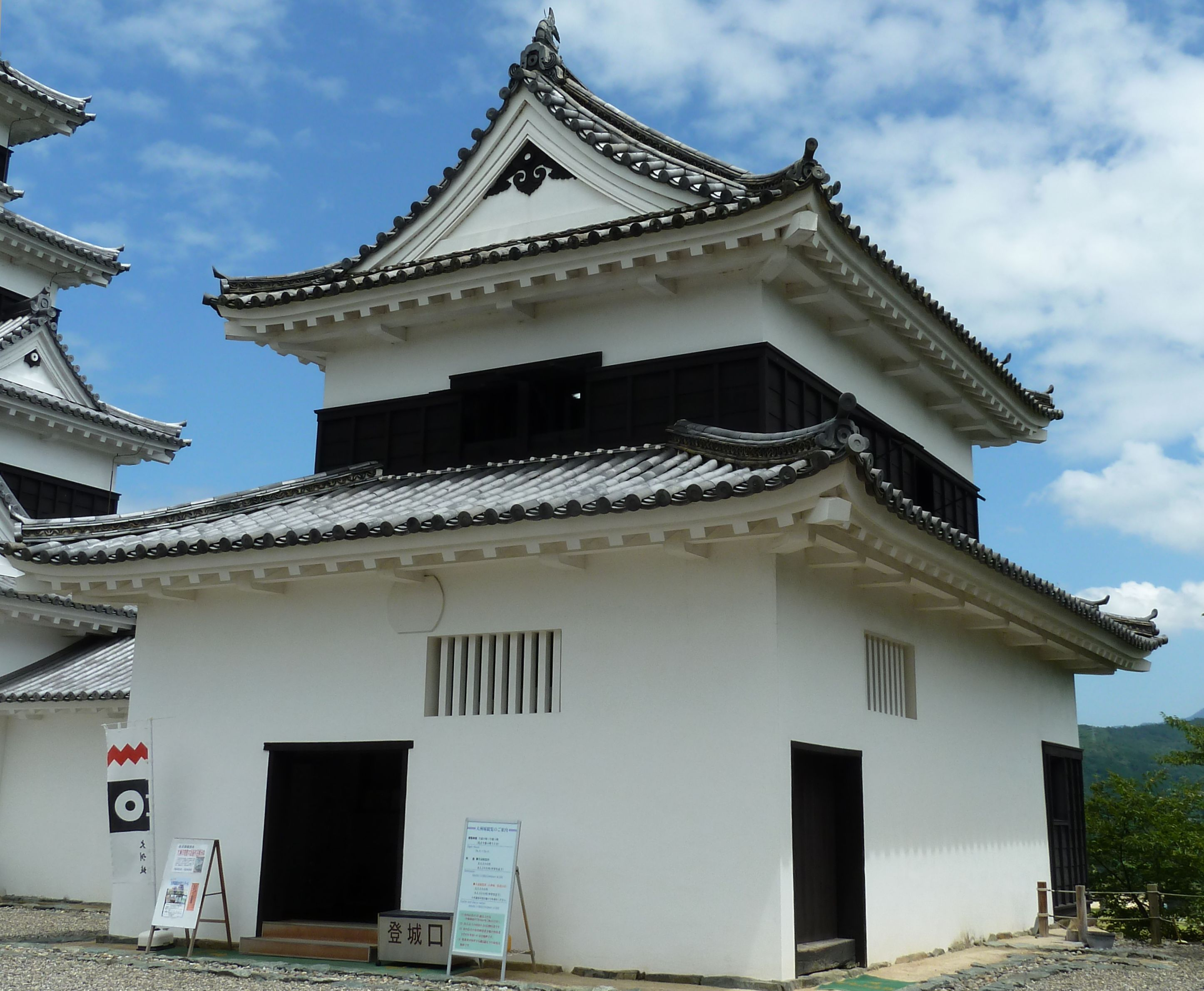
Vista do Daidokoro
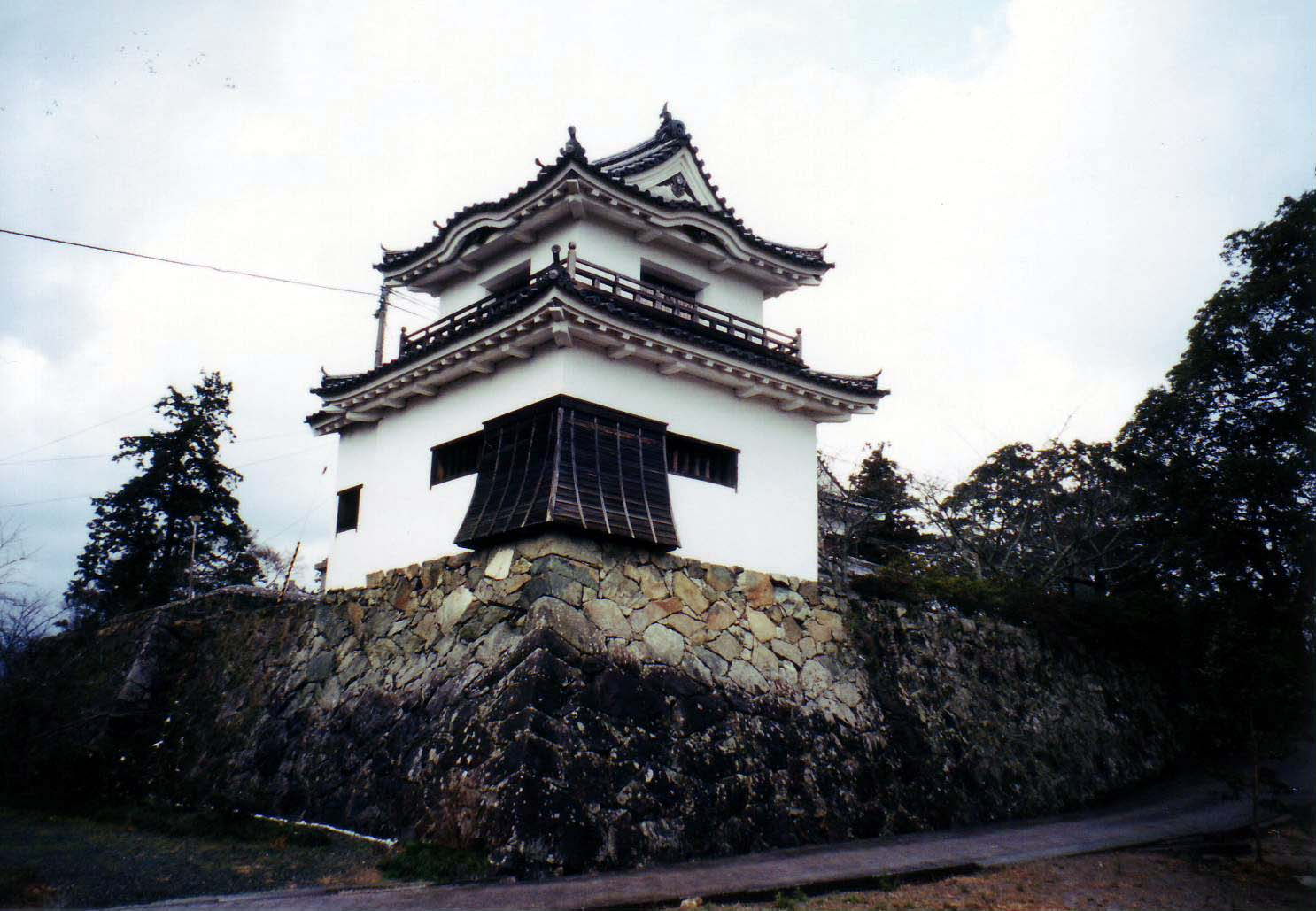
Vista do Kōran